# Sodankylä
Sodankylä (Sami inari, Suáđigil; sami septentrional, Soađegilli; sami skolt, Suäˊđjel) es un municipio de Finlandia. Se encuentra en la región de Laponia, Finlandia. El municipio tiene una población de 8.896 habitantes (31 de agosto de 2013) y abarca una región de 12.415,22 kilómetros cuadrados de los que 718,82 km² son agua. La densidad de población es de 0,75 habitantes por kilómetro cuadrado. El municipio tiene dos idiomas oficiales: finlandés y sami septentrional.
Desde 1986 Sodankylä ha sido la sede del Festival de Cine del sol de medianoche (en finés, Sodankylän elokuvajuhlat). La brigada Jaeger del Ejército finlandés se encuentra en Sodankylä. Hablando estrictamente, Sodankylä y también Soađegilli se traduce como la "Villa de la Guerra", aunque la etimología del nombre muy probablemente no se origina de la palabra "guerra".
Una de las estaciones receptoras de radar científico de EISCAT se encuentra en las afueras de Sodankylä, en el lugar llamado Observatorio Geofísico Sodankylä. La región urbana alrededor del observatorio se conoce como Tähtelä, que se traduce como "Lugar de las estrellas" aunque el observatorio no mira a las estrellas.